# نبردناو کلاس ویرجینیا
نبردناو کلاس ویرجینیا (به انگلیسی: Virginia-class battleship) یک کلاس از کشتی است که طول آن ۴۴۱ فوت ۳ اینچ (۱۳۴٫۴۹ متر) می‌باشد.